# Flûte d'amour

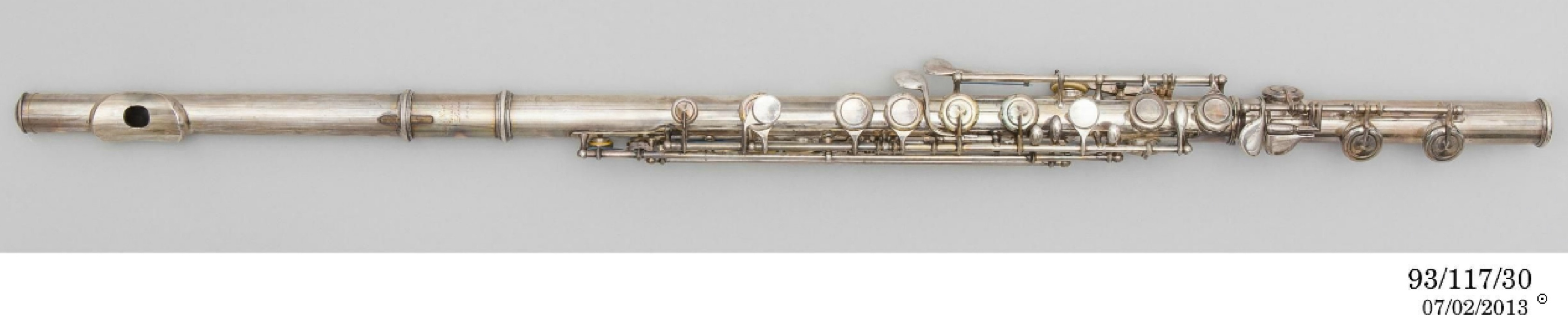
Flûte d'amour, système Radcliff, flûte alto en si bémol, argent, utilisé par John Amadio, fabriqué par Rudall Carte & Co Ltd, Londres, Angleterre, 1923.

La flûte d'amour ou flûte ténor ( italien : flauto d'amore, allemand : Liebesflöte ) est un membre rare et ancien de la famille des flûtes traversières de concert occidentales, dont la tonalité est en la , en la ou en si  et est de taille intermédiaire entre la grande flûte en ut moderne et la flûte alto en sol. Elle constitue l'alto de la famille des flûtes. On l'appelle également flûte ténor.

## Description
Elle mesure de 100 à 205 mm de plus que la grande flûte de concert et joue soit une seconde majeure, soit une tierce mineure ou soit une tierce majeure en dessous de cette dernière. Un certain nombre de modèles d'instruments ont survécu depuis leur apparition au XVIIIe siècle. Hormis leur longueur, elles ne diffèrent pas fondamentalement de la flûte de concert; le diamètre de la perce et l'embouchure sont comparables. Bien que la flûte d'amour récente ait le même diapason que la flûte française en trois parties, sa qualité sonore est assez différente et, dans les registres médian et supérieur, la perce très étroite produit un son voilé et obsédant. Elle est aussi expressive que la flûte française, mais son timbre est assez différent, en étant plus sombre.
Une des particularités de cet instrument est sa qualité de timbre doux et intime, qui a tendance à se mélanger plutôt qu'à contraster avec les instruments à cordes[réf. nécessaire].
Son ambitus s'étend sur trois octaves. Pour les instruments modernes, les trois registres sont homogènes, notamment en ce qui concerne les articulations et le volume.

## Histoire
La flûte d'amour date de la période baroque (XVIIIe siècle), à une époque où elle est reconnue comme instrument de concert.
Il existe une douzaine de morceaux pour flûte d'amour et orchestre écrits à la fin des années 1720 et au début des années 1730 par Telemann, Graupner et Molter. La chose frappante à propos de ces compositions est leur unité d'idiome. Elles possèdent toutes un air nettement pastoral, et dans l'un d'eux, Telemann appelle en fait l'instrument la «flûte pastourelle». Il est significatif que la seule pièce dans laquelle Bach combine la flûte d'amour avec l'orchestre soit la Pastorale de l'Oratorio de Noël. (Ce groupe de pièces est le seul contexte dans lequel le nom `` flauto d'amour '' est présent dans les manuscrits de l'époque; à moins de conclure que l'instrument était rarement joué, cela doit signifier que son utilisation était si usuelle qu'elle n'a été spécifiée qu'exceptionnellement par son nom.)
La sonorité spéciale de la flûte d'amour est appréciée au XIXe siècle et elle est présente dans un mouvement de la Sirène (caprice de concert pour flûte et piano) d'Adolf Terschak (1832-1901).
«Lorsque Verdi composa l'opéra Aida pour les représentations au Caire en 1871, il conçut la« Danse égyptienne sacrée », le final de l'acte I, comme étant jouée par un groupe de trois flûtes ďamour, et trois flûtes de ce type furent spécialement construites à Milan. ... Dans les représentations actuelles de cet opéra, la musique des flûtes ďamour est généralement attribuée à d'autres instruments. " 
Le grand facteur français d'instruments à vent Djalma Julliot fabrique des flûtes de toutes tailles, dont diverses flûtes basses, des flûtes piccolo et l'une des premières flûtes d'amour avec système Boehm, que Philippe Gaubert joue à l'Exposition universelle de Paris en 1900.

## Répertoire de la flûte d'amour
| Compositeur                         | Œuvre |
| ----------------------------------- | --- |
| Johann Sebastian Bach (1685–1750)   | Divers mouvements de cantate Pastorale de l'Oratorio de Noël éventuellement Sonate en si mineur. |
| Ignaz Jacob Holzbauer (1711–1783)   | La Passione di Jesu Christo |
| Franz Anton Hoffmeister (1754–1812) | Notturno en mi pour flûte, Flûte d'amour (la ), deux cors en mi , deux altos , violoncelle ou basson. Notturno en mi pour Flute d'amour, Cor en mi et alto (Trio).                                                      |
| Joseph Weigl (1766–1846)            | Concerto en mi pour cor anglais, flûte d'amour (la ), trompette en Mi , viola d'amour, glockenspiel, euphonium, cembalo et violoncelle. Avec ensemble écho: cor anglais, flûte d'amour (la ), trompette et violoncelle. |
| Fredrich Hartmann Graf (1727–1795)  | Aucun titre localisé |
| Antonio Messina-Rosaryo             | Fantasia Diabolica (flûte basse, flûte d'amour & flûte / piano) |
| Giuseppi Richter 18e / 19e siècle   | Quintette pour 4 flûtes de concert et flûte d'amour (en la ) |
| Johann Adolf Hasse (1699–1783)      | Concerto en fa pour flûte d'amour (si ) et cordes. |
| Severio Mercadante (1795–1870)      | Trio pour flûte, flûte d'amour et violoncelle en fa majeur. Fantasia Concertante pour flûte, flûte d'amour et orchestre                                                                                                 |
| Stephen Dodgson (né en 1924)        | O Swallow - flûte d'amour (la) et piano |

| Partitions manquantes de compositions connues de flûte d'amour                                         |
| --- |
| Johann Morawetz : Huit nocturnes pour flûte d'amour, 2 violons, 2 trompettes et violoncelle.           |
| Johann Neubauer : Deux nocturnes pour flûte, flûte d'amour, 2 rns,[pas clair] 2 violons et violoncelle |
| F.G. Reymann : 13 concertos pour flûte, flûte d'amour, 2 cors, 2 altos et violoncelle.                 |

## Enregistrements
De nombreux flûtistes de jazz et de studio apprécient la qualité sonore et de chant de la flûte d'amour.
- Trevor Wye, Flute Recital avec différents flûtes d'amour dont une Louis Lot en argent (CD, Fa La Ut collection).
- Ginevra Petrucci / Paola Pisa, Flauto d Amore, musique pour flûte d'amour et piano (brilliant classics, 2015).

## Jeux d'orgue
Deux jeux d'orgue de l'orgue français portent les noms de flûte d'amour et de flûte d'amour céleste.